# 福祿天香塔
福祿天香塔位於重慶市梁平縣福祿鎮天塔村東北500米，文物遺址年代為清代，2009年12月15日列為第二批重慶市文物保護單位。